# Dérive mortelle
Pour les articles homonymes, voir Adrift.
Série
Open Water : En eaux profondes
(2004) Open Water 3 : Les Abîmes de la terreur
(2017)
Pour plus de détails, voir Fiche technique et Distribution.
Dérive mortelle ou Océan noir 2 : La dérive au Canada (Open Water 2: Adrift) est un film germano-américain réalisé par Hans Horn, sorti en 2006.

## Synopsis
Une bande d'anciens copains, dont la mère d'un bébé, sont sur un bateau de luxe en plein milieu de l'océan. Tout se passe bien jusqu'à ce qu'ils aient l'idée de piquer une tête dans l'eau : la chaleur et le champagne aidant, ils ont oublié de descendre l'échelle pour remonter. Le bateau a une coque lisse d'environ 2 m au-dessus de la surface de l'eau. Le bébé est seul sur le bateau, les gens essayent de remonter. 

## Fiche technique
- Titre original : Open Water 2: Adrift
- Titre français: Dérive mortelle
- Titre québécois : Océan noir 2 : La dérive
- Réalisation : Hans Horn
- Scénario : Adam Kreutner et David Mitchell, Richard Speight Jr. et Collin McMahon (dialogue supplémentaire)
- Musique : Gerd Baumann
- Décors : Frank Godt
- Photographie : Bernhard Jasper
- Son : Tobias Fleig, Guido Zettier
- Montage : Christian Lonk
- Production : Dan Maag et Philip Schulz-Deyle

Production déléguée : Stephan Barth
Production associée : Hendrik Holler, Eva Holtmann et Kai Schmidt-Merz
Coproduction : Thomas Häberle
- Sociétés de production[1] :
  - États-Unis : Summit Entertainment
  - Allemagne : en coproduction avec Universum Film AG et Peter Rommel Productions
  - Allemagne : avec la participation de Orange Pictures GmbH & Co. KG et Shotgun Pictures Gmbh
- Sociétés de distribution :
  - Allemagne : Universum Film Distribution
  - France : TFM Distribution
  - États-Unis : HBO Max (Vidéo et VOD) ; Lionsgate Home Entertainment (DVD)
- Budget : 1,2 million de $[2]
- Pays d'origine :  Allemagne,  États-Unis
- Langue originale : anglais, français
- Format[3] : couleur - 35 mm - 2,35:1 (Cinémascope) - son Dolby Digital
- Genre : drame, thriller, aventures, épouvante-horreur
- Durée : 95 minutes
- Dates de sortie[4] :
  - Allemagne : 18 juillet 2006 (Festival du film fantastique de Munich) ; 10 août 2006 (sortie nationale)
  - Belgique : 9 août 2006
  - États-Unis : 20 février 2007 (sortie directement en DVD)
  - France : 27 juin 2007
- Classification[5] :
  -  Allemagne : Interdit aux moins de 12 ans (FSK 12).
  -  États-Unis : Interdit aux moins de 17 ans (certificat #43152) (R – Restricted) [Note 1].
  -  France : Tous publics avec avertissement.

## Distribution
- Susan May Pratt (VQ : Mélanie Laberge) : Amy
- Richard Speight Jr. (VF : Damien Boisseau ; VQ : Tristan Harvey) : James
- Niklaus Lange (VF : Arnaud Arbessier ; VQ : Philippe Martin) : Zach
- Ali Hillis (VF : Caroline Lallau ; VQ : Manon Arsenault) : Lauren
- Eric Dane (VF : Bruno Choël ; VQ : Daniel Roy) : Dan
- Cameron Richardson (VQ : Julie Beauchemin) : Michelle
- Wolfgang Raach : le père d'Amy
- Alexandra Raach : Amy, enfant

Source et légende : Version québécoise (VQ) sur Doublage Québec.

## Tournage
Le film a été tourné à Malte.

## Remake
Le film a fait l'objet d'un remake en 2017 au Portugal sous le titre Peur bleue.